# Максим Баранович
Макси́м Па́влович Барано́вич (*бл. 1730, Покровське, Глухівська сотня, Ніжинський полк, Військо Запорозьке Городове — †після 1774) — український вчений-медик, доктор медицини, випускник Кільського університету, придворний співак.

## Життєпис
Народився в селі Покровському Глухівської сотні Ніжинського полку Гетьманщини (нині — в Конотопському районі Сумської області) в родині священника. Нащадок овруцького боярського роду гербу Сирокомля (зміненого), найвідоміший представник якого — архієпископ Чернігівський і Новгород-Сіверський, видатний український письменник Лазар (Баранович).
Навчався у Києво-Могилянській академії, де відзначився музичними здібностями. 1755 отримав запрошення до придворної співацької капели в Санкт-Петербурзі. Того ж року був направлений до міста Кіль у німецькому герцогстві Гольштейн — півчим придворної православної Катерининської церкви, що була заснована при дворі герцога Карла Фрідріха його дружиною — російською княжною Анною Петрівною.
Перебуваючи в Кілі, досконало вивчив німецьку мову. 5 березня 1760 вступив на навчання до Кільського університету. 1767 захистив докторську дисертацію під назвою «Про внутрішні органи» (De internecione), що зачіпала питання хірургії. Написав ще кілька наукових праць, які були втрачені.
1768 повернувся до Санкт-Петербурга, склав іспити у Медичній колегії. 1769 направлений військовим лікарем в армію президента Малоросійської колегії, фельдмаршала графа Петра Рум'янцева. Брав участь у російсько-турецькій війні. Подальша доля невідома.

## Родина
Брат Лаврентій (Баранович) (світське ім'я Лук'ян) (? — 1796) — український церковний діяч на теренах Московії, ректор Новгородської семінарії, єпископ Вятський і Великопермський.